# Hem (Denemarken)
Hem is een plaats in de Deense regio Midden-Jutland, gemeente Skive. De plaats telt 599 inwoners (2008).